# Напиерский, Якоб Готлиб Леонгард
Якоб Готлиб Леонгард Напиерский (правильнее Напирский, нем. Jakob Gottlieb Leonhard Napiersky; 18 (30) июля 1819, Яунпиебалга — 11 (23) октября 1890, Рига) — лифляндский историк. Сын историка Карла Эдуарда Напиерского, брат астронома Августа-Вильгельма Напиерского.

## Биография
В 1836—1840 гг. изучал право и особенно историю права в Дерптском университете. В 1842 г. защитил там же диссертацию «Заря рижского права» (нем. Die Morgengabe des rigischen Rechts) и в дальнейшем на протяжении всей жизни занимался исследованием истории городского законодательства Риги. В 1842-1851 гг. работал в правительственных учреждениях Лифляндской губернии, затем в 1851—1853 гг. был членом городского совета в Дерпте. Вернувшись после этого в Ригу, занимал до 1870 г. различные должности в городской и губернской администрации. Затем занимался преимущественно научной работой, в том числе заграницей. С 1885 г. вновь постоянно жил в Риге, с 1888 г. и до конца жизни заведовал городской библиотекой.

## Научная деятельность
Монографии и публикации Напиерского, в том числе книга «Источники рижского городского права до 1673 г.» (нем. Die Quellen des Rigischen Stadtrechts bis zum Jahr 1673; 1876), представляют собой, как указывал Э. Вольтер в «Энциклопедии Брокгауза и Ефрона», «необходимый материал при разработке истории права и хозяйства города Риги».